# Olistrophorus (Mexicochirus)
Olistrophorus (Mexicochirus) – podrodzaj roztoczy z kohorty Astigmata i rodziny Listrophoridae.
Takson ten został opisany w 1996 roku przez A. Faina i M.L. Estebanesa jako podrodzaj rodzaju Asiochirus. Gatunkiem typowym wyznaczyli A. (M.) bilobatus. W 2010 roku A. V. Bochkov przeniósł go do rodzaju Olistrophorus, zwracając uwagę, że możliwe jest wyniesienie go do rangi osobnego rodzaju.
Roztocze te mają stosunkowo krótkie jak na przedstawicieli rodziny ciało, 2 do 2,5 razy dłuższe niż szersze. Tarczka preskapularna z dwoma grzybokształtnymi wyrostkami, położonymi przednio-bocznie. U samic brak bruzdy sejugalnej, a tarczka postskapularna zlewa się z hysteronotalną, tworząc jedną tarczkę sięgającą od szczecinek skapularnych po wysokość czwartej pary odnóży. Opistosoma zakończona jednym lub dwoma grubymi, płatkowatymi wyrostkami, położonymi tylno-środkowo. Pierwszy z nich połączony jest z tylną ścianą odbytu. Drugi, oddzielony od niego głębokim wgłębieniem, położony jest bardziej grzbietowo.
Należą tu 2 dotąd opisane gatunki:
- Olistrophorus bilobatus (Fain et Estebanes, 1996)
- Olistrophorus unilobatus (Fain et Estebanes, 1996)

Oba żyją w sierści meksykańskich ryjówek (Sorex sp.).